# ناصر فرهنگ‌فر

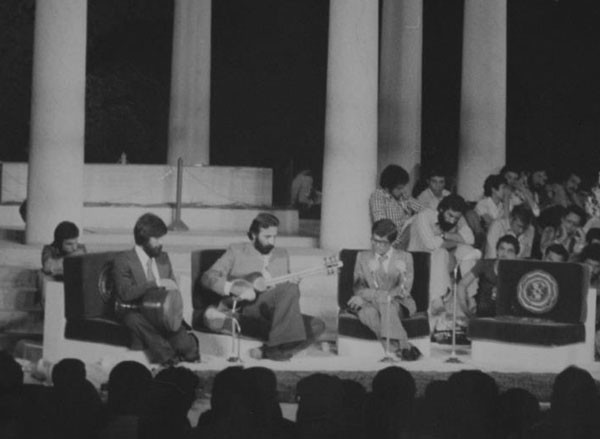
اجرای برنامه توسط محمدرضا شجریان، محمدرضا لطفی و ناصر فرهنگ‌فر در جشنواره موسیقی جشن هنر شیراز سال ۱۳۵۴

ناصر فرهنگ‌فر، (۴ آبان ۱۳۲۶ شهر ری – ۲۳ مرداد ۱۳۷۶)، نوازنده تنبک و مدرس موسیقی سنتی ایرانی بود.

## زندگی‌نامه و فعالیت‌ هنری
ناصر فرهنگ‌فر در چهارم آبان ماه ۱۳۲۶ هجری شمسی در شهرری متولد شد. پدرش که کارمند شهربانی بود تار می‌نواخت و عمویش تمبک. با این وجود پدر مخالف ساززدن ناصر بود. جد مادریش میرزا مهدی از خوشنویسان دوره قاجار بود. استعداد این هنرمند در ۷ سالگی نمایان شد: بر کوزه‌های گلی ضرب می گرفت و بعدها با تنبک عمویش  شروع به فراگیری این ساز کرد. در همین دوران ممارست در فراگیری تنبک پیشرفت چشمگیری را برای وی به همراه داشت. فرهنگ‌فر داشته‌های مقدماتی تنبک را نزد یکی از اقوام خود محمد ترکمان که شاگرد امیرناصر افتتاح تنبک‌نواز سرشناس دوران به‌شمار می‌رفت، فراگرفت. همین امر مقدمات دیدار وی با حسین تهرانی را فراهم کرد. استعداد چشمگیر فرهنگ فر، استاد حسین تهرانی را مجاب می‌کند تا  وی را به شاگردی بپذیرد. مدت کوتاهی در نزد این استاد شاگردی کرد و با راهنمایی او برای فراگیری نت مدت یک سال نزد محمد اسماعیلی کتاب تمبک استاد تهرانی را آموخت. در این دوره ناصر فرهنگ‌فر از داشته‌های اساتید به‌نامی همچون عبدالله دوامی، سیدحسن میرخانی، سید حسین میرخانی و علی اکبر کاوه بهره جست. علاقهٔ فرهنگ‌فر به شعر، ادبیات و خوشنویسی وی را به عنوان موسیقیدان آگاه به دیگر اقسام هنر مطرح کرد. وی در سرودن شعر و کار با قلم خطاطی نیز همچون نوازندگی تبحر داشت که همین امر سبب شد نوازندگی تحت تاثیر این هنرها قرار گیرد. در همان سال‌ها به اتفاق داوود گنجه‌ای به دانشکده هنرهای زیبا رفت و با استاد نور علی برومند و داریوش صفوت آشنا شد. در سال ۱۳۴۲ با آغاز کار مرکز حفظ و اشاعه موسیقی به عنوان مدرس ساز تنبک به فعالیت پرداخت. در این مدت  تاثیرات قابل توجهی در شیوه نوازندگی ساز تنبک برجای گذاشت. پس از حدود یک دهه فعالیت در این مرکز در سال ۱۳۵۰ وارد رادیو و تلویزیون شد و به پیشنهاد دوستش بهمن رجبی در برنامه‌های معروفی به نام هفت شهر عشق، گل‌های تازه و گلچین هفته با استاد بهاری و لطف‌الله مجد و … اجرای برنامه کرد. فرهنگ‌فر نقش به‌سزایی در شکوفایی جریان موسیقایی گروه شیدا و عارف ایفا کرد، چراکه فعالان عرصه موسیقی، به تمبک تنها به‌عنوان سازی همراهی‌کننده در ارکستر نگاه می‌کردند که نوازندگی فرهنگ‌فر در این گروه‌ها این ذهنیت را تا حدود بسیاری درمیان اهالی موسیقی دگرگون کرد. از اجرای ادوار ریتمیک با تکنیک‌های غیرمرسوم می‌توان به عنوان برجسته‌ترین خاصیت نوازندگی این استاد به‌نام یاد کرد. شناخت وی از اوزان اشعار، خلاقیتش را در اجرای ادوار ریتمیک به‌همراه داشت، چراکه این دورهای ریتمیک وابستگی بسیاری به اشعار کلاسیک دارند. فرهنگ‌فر در عین حال که در تکنوازی ساز تنبک چیره‌دست بود، ساده‌نواز بسیار عالی نیز بود. از سال ۵۱ با محمد رضا شجریان، محمد رضا لطفی، حسین علیزاده، داریوش طلایی، داوود گنجه‌ای، پرویز مشکاتیان و … در جشن هنر شیراز برنامه‌های متعددی را اجرا کرد. در سال ۵۲ به همراه گروه مرکز حفظ و اشاعه موسیقی به بلژیک رفت و با گروه باله موریس بژار همکاری نمود و در همان سال همان برنامه را نیز در تخت جمشید اجرا نمود. در سال ۵۴ به دعوت رابرت ویلسون به نیویورک رفت و با گروه تئاتر وی همکاری کرد. عضویت وی در گروه شیدا و اجراهای زیبایش با محمدرضا لطفی در همین سال و در گروه عارف به همراه پرویز مشکاتیان و حسین علیزاده و.. در سال ۵۶ و با تاسیس گروه هنری چاووش تا سال ۶۳ ادامه یافت. آثاری که از وی به جای مانده نشان می‌دهد درک ملودیک این نوازنده بالا بوده است که به همین خاطر وی در گروه‌نوازی نیز موثر عمل می‌کرد. استاد بعد از دوران اوج که در آلبوم بسته نگار با تار محمد رضا لطفی تنبک نواخت، کم‌کم گوشه‌نشین شد و به قول معروف خلوت گزید.
فرهنگ‌فر طبع و قریحه خاصی در سرودن شعر و غزل داشت. در شعر متمایل به ایرج میرزا بود و اشعار طنزگونه‌ای از خود برجا گذاشت. اولین غزلش را در سن ۱۲سالگی سرود. غزلی که فقط چند بیت از آن باقی مانده‌است.
| تا اشک من ترانه غم ساز می‌کند    |  | صدها هزار عقده دل باز می‌کند |
| سرفصل داغ و درد مرا در کتاب عمر |  | افسانه نگاه تو آغاز می‌کند   |

از تصنیف‌هایش نیز می‌توان به صورتگر چین، پیر می‌فروش و … اشاره کرد. ناصر فرهنگ‌فر پس از یک دوره کناره‌گیری و انزوای کاری در روز پنجشنبه ۲۳ مرداد ۱۳۷۶ در ۴۹ سالگی چشم از جهان فروبست.
ناصر فرهنگ‌فر در آثاری چون بیداد، آستان جانان و راست‌پنجگاه با محمدرضا شجریان همکاری کرده بود.

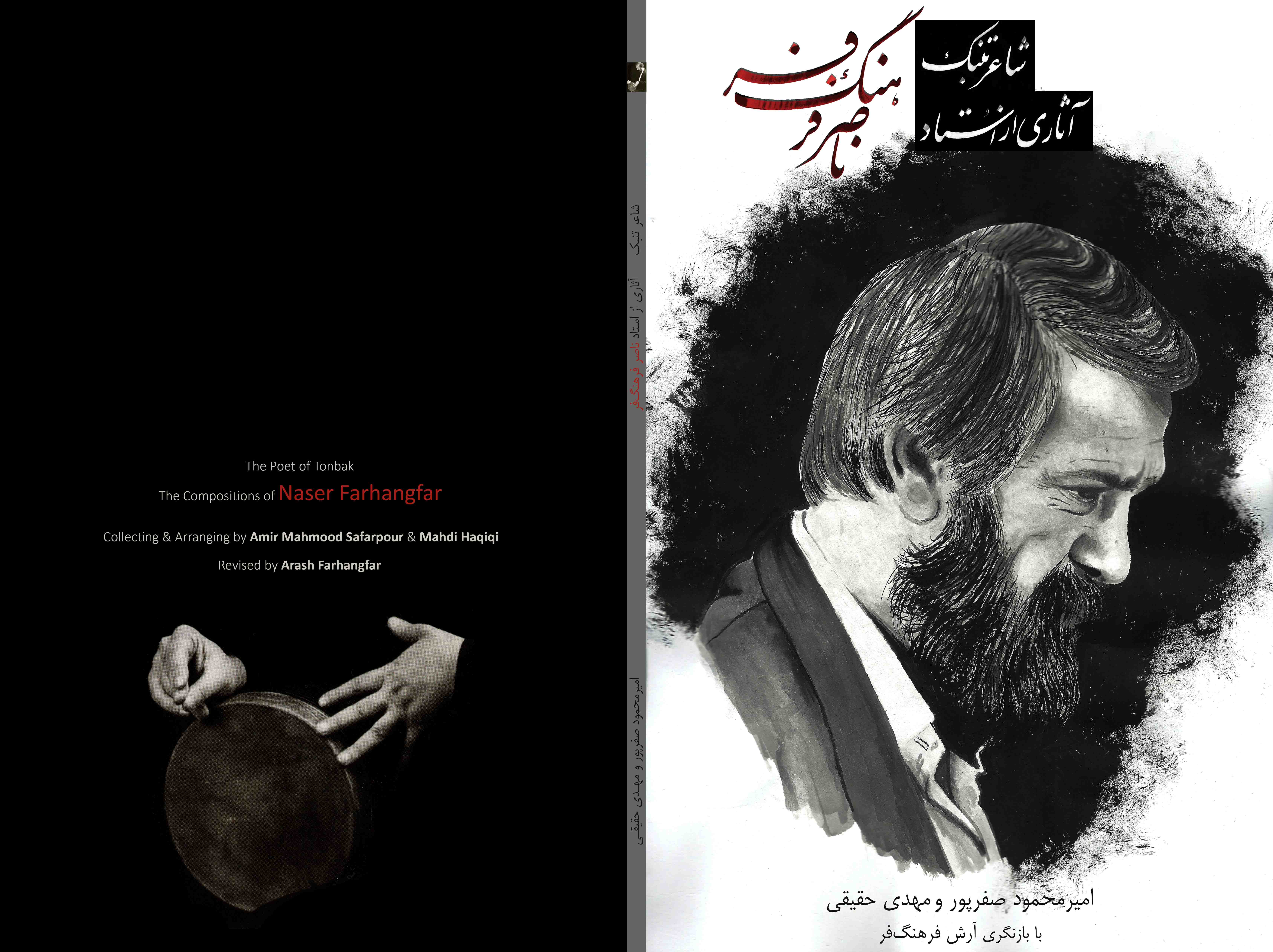
کتاب شاعر تمبک از مهدی حقیقی و امیرمحمود صفرپور

از چند تک‌نوازی او، کتابی به نام «شاعر تمبک؛ نواخته‌هایی از استاد ناصر فرهنگ‌فر» به کوشش مهدی حقیقی و امیرمحمود صفرپور توسط نشر هنر و فرهنگ در سال 1394 انتشار گردید. کتاب، حاصل آوانگاری نواخته‌های زنده‌یاد استاد ناصر فرهنگ‌فر و شامل بداهه‌نوازی و ضربی‌خوانی‌های ایشان است که در سال ۱۳۸۴ در آلبومی با همین نام (شاعر تمبک) توسط نشر موسیقی «آوای دوست» منتشر شده است. این مجموعه، شامل پنج قطعه از شش قطعۀ آلبوم فوق است که قطعۀ ضرب زورخانه و آواز به دلیل مطلوب نبودن کیفیت صوتی، و عدم امکان آوانگاری دقیق، از مجموعۀ کتاب حذف شده است. از ویژگی‌های بارز این قطعات ریتم‌ها و الگوهای ریتمیک متنوع و جمله‌بندی‌هایی منحصر به فرد و همچنین به کارگیری تکنیک‌های خلاقانه در بین الگوهای ریتمیک مختلف در طی قطعات است که این موارد از جمله ابداعات استاد فرهنگ‌فر در زمینۀ تمبک‌نوازی محسوب می‌شوند. نکتۀ شایان توجه در مجموعۀ مکتوب شاعر تمبک، ضربی‌خوانی‌ها و بداهه‌خوانی‌های استاد است که به جرأت می‌توان گفت این سبکِ اجرایی بعد از ایشان بسیار کم‌رنگ شده و کمتر کسی به آن پرداخته است. نحوۀ جمله‌بندی‌های استاد متناسب با چگونگی شروع کلام، روند حرکت ملودی، فرم و محتوای اشعار بوده است و آشنایی کامل با صنعت شعر، ردیف‌های موسیقی ایران (آوازی و سازی) و همچنین ذوق و سلیقه و خلاقیت شخصی ایشان باعث به‌وجود آمدن چنین آثار ماندگاری‌ست که در این کتاب نگارنده تنها گوشه‌ای از این دریای بی‌کران را برای ساز تمبک _به دو شیوهٔ نگارشِ تک‌خطی و سه‌خطی_ به همراه متن اشعار [به شکل لاتین] به نگارش درآورده است. 

## مسئولیت‌ها[۵]
- مدرس ساز در مرکز حفظ و اشاعه موسیقی
- فعالیت در رادیو و تلویزیون
- برگزاری کنسرت‌های متعدد به همراه گروه شیدا و عارف
- حضور در برنامه‌های فرهنگی هنری از جمله جشن هنر شیراز
- اجرای برنامه در کشورهای خارجی از جمله، آمریکا، فرانسه و آلمان

## زندگی خصوصی
- آرش فرهنگ فر (متولد ۱۳۵۲، نوازنده تنبک) فرزند وی است.